# Juan Uslé
Juan Uslé (Santander, Hazas de Cesto, Cantabria, 19 de diciembre de 1954) es un pintor español. Trabaja entre Saro (España) y Nueva York, donde se instaló en la década de los 80.

## Biografía
Casado con la también artista española Victoria Civera. Procede de una de las familias flamencas que se asentaron en la región para trabajar en las Real Fábrica de Artillería de La Cavada, fundadas por un industrial de Lieja (Bélgica). Estudió Bellas Artes en la Escuela Superior de Bellas Artes de San Carlos de Valencia. 
En 1980, recibió la Beca para Artistas Jóvenes y en 1982 la Beca para la Investigación de Nuevas Formas Expresivas, ambas del Ministerio de Cultura. En sus primeras obras se manifestó como seguidor de un estilo abstracto expresionista. En 1984, participó en la Feria Anual Arco'84. 
En 1986, se trasladó junto a su compañera Victoria Civera a Nueva York y estableció su estudio en Brooklyn. En 1992 participa en la Documenta de Kassel. Su primera retrospectiva se celebró en 1996 en el Instituto Valenciano de Arte Moderno. Le fue concedido en 2002 el Premio Nacional de Artes Plásticas del Ministerio de Cultura, en reconocimiento a toda su trayectoria, que, según el jurado, "le ha confirmado como una de las voces más singulares de la pintura abstracta internacional" desde los años 80. "Uslé ha sabido conciliar geometría y lirismo", señaló Juan Manuel Bonet, director del Museo Reina Sofía, que formó parte del jurado.
El pintor cántabro ha realizado gran número de exposiciones, entre las que cabe destacar las del MACBA, el IVAM, la Saatchi Gallery, el Museo Serralves, el Museo Ludwig de Viena, el Nuevo Museo de Arte Contemporáneo de Nueva York o el Morsbroich Museum de Leverkusen, y su obra está representada en museos como el Boymans Van Beuningen, de Róterdam, el Museo de Arte de Birmingham o el ya citado Ludwig. En el 2003 se realizó una antológica de su obra titulada Open Rooms, que se presentó en el Palacio de Velázquez, la Fundación Marcelino Botín en Santander, el Museo S.M.A.K en Gante y el Irish Museum of Modern Art en Dublín. 
Entre el 29 de enero y el 2 de mayo de 2010, el museo Es Baluard de Palma expuso Nudos y Rizomas, formada por 21 de sus obras pertenecientes a la familia Rizomas.
En 2014 fue el encargado de diseñar el cartel del torneo de tenis de París, el Rolang Garros 2014.
Del 19 al 21 de agosto de 2015 se celebró en la UIMP en su sede del Palacio de la Magdalena en Santander un encuentro dirigido por el director del Museo de Arte Contemporáneo de Santander y Cantabria, Salvador Carretero Reves titulado «Artes, letras y ciencias: creadores santanderinos. Juan Uslé, laberinto esférico».
En 2021 fue el artista elegido para representar al diario El País en la feria de arte contemporáneo ARCO de Madrid con una instalación titulada Desvelo y Horizonte.